# Тэнтоку
Тэнтоку (яп. 天徳 тэнтоку, небесная благодать) — девиз правления (нэнго) японского императора Мураками с 957 по 961 год .

## Продолжительность
Начало и конец эры:
- 27-й день 10-й луны 11-го года Тэнряку (по юлианскому календарю — 21 ноября 957 года);
- 16-й день 2-й луны 5-го года Тэнтоку (по юлианскому календарю — 5 марта 961 года).

## Происхождение
Название нэнго было заимствовано:
- из Книги Перемен:「飛龍在天、乃位乎天徳」[4];
- из Ли цзи:「苟不固聡明聖知、達天徳者、其孰能知之」[4].

## События
- 957 год (4-я луна 1-го года Тэнтоку) — император Мураками отпраздновал 50-летие Фудзивары-но Моросукэ; по этому случаю Мураками сам предложил Моросукэ чашечку сакэ[6];
- 960 год (4-й год Тэнтоку) — поэтическое состязание Тэнтоку Дайри Ута-авасэ (яп. 天徳内裏歌合)[7];
- 16 октября 960 год (23-й день 9-й луны 4-го года Тэнтоку) — сгорел императорский дворец, впервые после переноса столицы из Нары в Киото в 794 году[8].

## Сравнительная таблица
Ниже представлена таблица соответствия японского традиционного и европейского летосчисления. В скобках к номеру года японской эры указано название соответствующего года из 60-летнего цикла китайской системы гань-чжи. Японские месяцы традиционно названы лунами.
| 1-й год Тэнтоку (Огненная Змея)          | 1-я луна       | 2-я луна*  | 3-я луна  | 4-я луна*              | 5-я луна* | 6-я луна  | 7-я луна* | 8-я луна*              | 9-я луна    | 10-я луна* | 11-я луна  | 12-я луна    |               |
| ---------------------------------------- | -------------- | ---------- | --------- | ---------------------- | --------- | --------- | --------- | ---------------------- | ----------- | ---------- | ---------- | ------------ | ------------- |
| Юлианский календарь                      | 3 февраля 957  | 5 марта    | 3 апреля  | 3 мая                  | 1 июня    | 30 июня   | 30 июля   | 28 августа             | 26 сентября | 26 октября | 24 ноября  | 24 декабря   |               |
| 2-й год Тэнтоку (Земляная Лошадь)        | 1-я луна       | 2-я луна*  | 3-я луна  | 4-я луна*              | 5-я луна  | 6-я луна* | 7-я луна  | 7-я луна* (високосная) | 8-я луна*   | 9-я луна   | 10-я луна* | 11-я луна    | 12-я луна     |
| Юлианский календарь                      | 23 января 958  | 22 февраля | 23 марта  | 22 апреля              | 21 мая    | 20 июня   | 19 июля   | 18 августа             | 16 сентября | 15 октября | 14 ноября  | 13 декабря   | 12 января 959 |
| 3-й год Тэнтоку (Земляная Коза)          | 1-я луна*      | 2-я луна   | 3-я луна  | 4-я луна*              | 5-я луна  | 6-я луна* | 7-я луна  | 8-я луна*              | 9-я луна    | 10-я луна* | 11-я луна* | 12-я луна    |               |
| Юлианский календарь                      | 11 февраля 959 | 12 марта   | 11 апреля | 11 мая                 | 9 июня    | 9 июля    | 7 августа | 6 сентября             | 5 октября   | 4 ноября   | 3 декабря  | 1 января 960 |               |
| 4-й год Тэнтоку (Металлическая Обезьяна) | 1-я луна       | 2-я луна*  | 3-я луна  | 4-я луна*              | 5-я луна  | 6-я луна  | 7-я луна* | 8-я луна               | 9-я луна*   | 10-я луна  | 11-я луна* | 12-я луна    |               |
| Юлианский календарь                      | 31 января 960  | 1 марта    | 30 марта  | 29 апреля              | 28 мая    | 27 июня   | 27 июля   | 25 августа             | 24 сентября | 23 октября | 22 ноября  | 21 декабря   |               |
| 5-й год Тэнтоку (Металлический Петух)    | 1-я луна*      | 2-я луна*  | 3-я луна  | 3-я луна* (високосная) | 4-я луна  | 5-я луна  | 6-я луна* | 7-я луна               | 8-я луна    | 9-я луна*  | 10-я луна  | 11-я луна*   | 12-я луна     |
| Юлианский календарь                      | 20 января 961  | 18 февраля | 19 марта  | 18 апреля              | 17 мая    | 16 июня   | 16 июля   | 14 августа             | 13 сентября | 13 октября | 11 ноября  | 11 декабря   | 9 января 962  |

* звёздочкой отмечены короткие месяцы (луны) продолжительностью 29 дней. Остальные месяцы длятся 30 дней.